# Kostel svatého Petra a Pavla (Špindlerův Mlýn)
Filiální kostel svatého Petra a Pavla je klasicistní kostel z roku 1807 nacházející se ve Špindlerově Mlýně.

## Historie

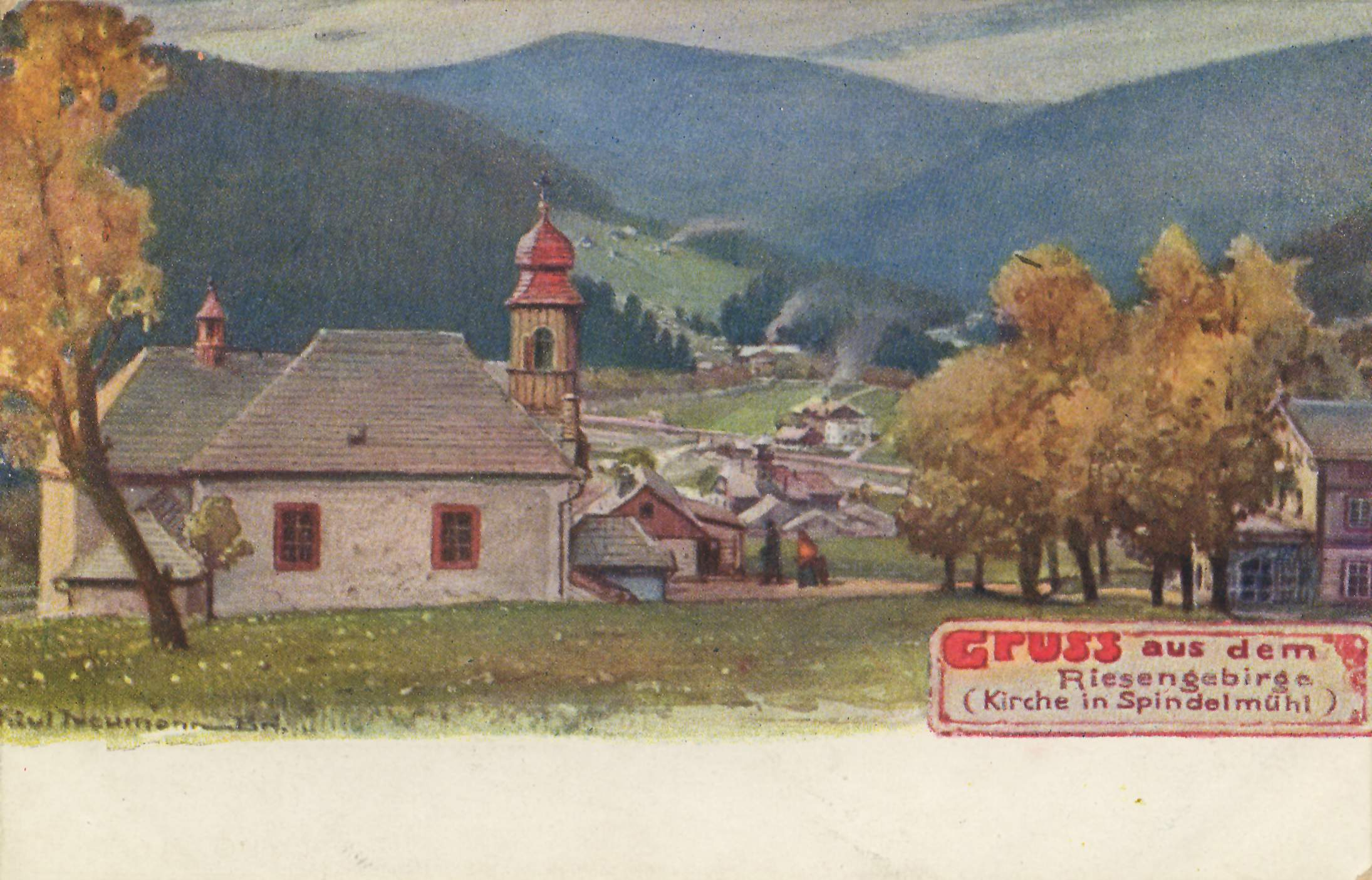
Kostel svatého Petra a Pavla okolo roku 1900

Před rokem 1793 se ve Špindlerově Mlýně nacházela pouze stará svatopeterská kaplička. V letech 1784 a 1787 poslali místní obyvatelé prosbu císaři o založení vlastní farnosti a stavbu kostela. 17. března 1793 jim František I. vyhověl a vydal patent povolující stavbu kostela a založení vlastní farnosti.
V tom samém roce byl postaven dřevěný kostel, do kterého byly přeneseny bohoslužby. V roce 1802 byl položen základní kámen pro nový zděný kostel. Ten byl dokončen koncem roku 1807. Stavitelem se stal jistý Weiss společně s mistrem tesařem Erbenem z Vrchlabí. První bohoslužba se uskutečnila již 1. listopadu 1807.
Začátkem roku 2006 došlo ke sloučení zdejší farnosti s farností Vrchlabí.

## Popis
Jedná se o jednolodní zděnou stavbu s polygonálním kněžištěm a sakristií na severní straně. Ve štítu kostela nalezneme dřevěnou, bedněnou zvonici ve věži.
Uvnitř kostela nalezneme ploché stropy s malbou čtyř evangelistů z 20. století. Vnitřní zařízení kostela pochází z doby stavby. Retabulum je portálové, pilířové se svatým Vojtěchem a Floriánem po stranách a Nejsvětější Trojicí v nástavci. Barokní socha sv. Jana Nepomuckého je z 18. století. Varhany byly postaveny firmou Rieger roku 1905.